# Fate to Fatal
Fate to Fatal is een ep van de Amerikaanse band The Breeders. De ep kwam uit in 2009 bij Period Music. Het bevat onder andere een cover van Bob Marley en is op drie verschillende locaties en door drie verschillende producers opgenomen.

## Nummers
Alle nummers zijn geschreven door Kim Deal, tenzij anders vermeld.
1. "Fate to Fatal" – 2:44
2. "The Last Time" – 3:11
3. "Chances Are" (Bob Marley) – 3:24
4. "Pinnacle Hollow" – 5:27

## Bezetting
- Kim Deal – gitaar, zang
- Kelley Deal – gitaar, zang
- Mando Lopez – basgitaar
- Jose Medeles – drums
- Mark Lanegan – zang op "The Last Time"
- Ben Mumphrey – basgitaar op "Pinnacle Hollow"